# Grifone (araldica)
In araldica, il grifone o grifo è una figura immaginaria ispirata dalla sua raffigurazione mitologica (il Grifone). Il grifone è stato spesso assunto nello stemma da chi aveva eseguito una missione con precisione e prestezza. Simboleggia custodia e vigilanza e, forse proprio per questo, un grifone compare anche sullo stemma del Corpo della Guardia di Finanza; del resto già gli antichi lo posero a guardia dei tesori esistenti nei monti della Scizia. Inoltre, poiché riunisce l'animale dominante sulla terra, il leone, con quello dominante in cielo, l'aquila, il grifone simboleggia anche la perfezione e la potenza. Di norma il grifone prende:
- dall'aquila: il capo, il collo, il petto, le ali e le zampe anteriori;
- dal leone: il ventre, le zampe posteriori e la coda;
- dal cavallo: le orecchie.[2]

Nella lotta di influenza tra il leone reale dell'ovest e l'aquila imperiale dell'est, il grifone, che univa il coraggio e la forza del primo all'astuzia e alla vigilanza della seconda, sembrava destinato ad un sicuro successo araldico. In effetti è abbastanza frequente, ma forse più tra gli ornamenti esteriori dello scudo che sul campo.
Il grifone si blasona come l'aquila per le ali e come il leone per il resto, salvo per quanto riguarda il sesso, perché il grifone è una figura araldica «femminile» (per cui l'assenza del pene è normale e non si blasona, diversamente da quanto accade per il leone che, in tal caso, si dice «evirato» (qualche autore dice «castrato»). 
Secondo alcuni araldisti, invece, il grifone maschio si differenzia dalla femmina solo per la presenza di un paio di corna al posto delle orecchie.

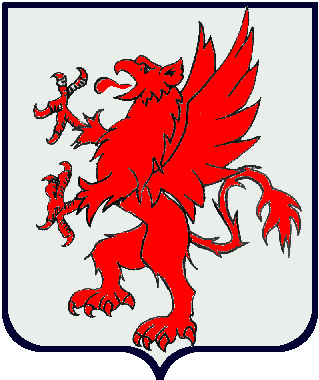
D'argento, al grifone di rosso (scudo sannitico)
Grifone di rosso nello stemma di Jarmen, Germania (scudo spagnolo)
D'oro, al grifone di nero (Uhlwiller, Francia) (Jarmen, Germania)
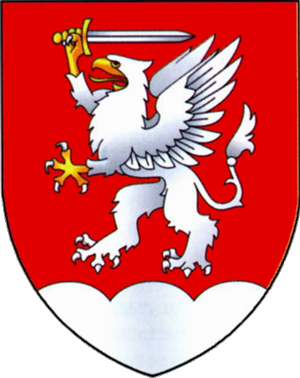
Grifone d'argento, membrato d'oro (Krasnasieĺski, Bielorussia)
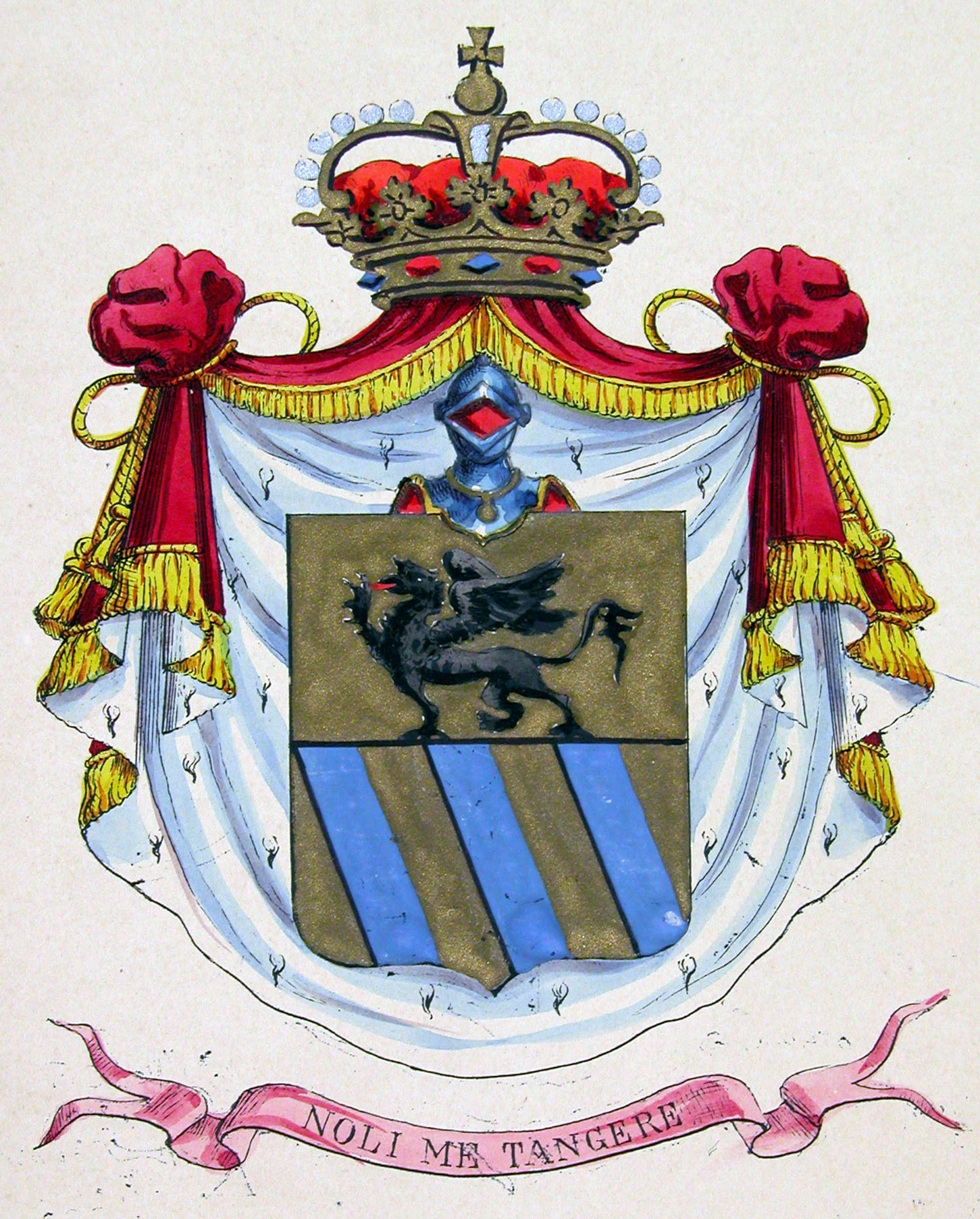
D'oro, troncato da un filetto di nero: nel 1º un grifone di nero, passante sulla partizione; nel 2º tre sbarre d'azzurro (famiglia Grifeo)
Due grifoni affrontati (Circondario della Pomerania Anteriore Settentrionale, Germania)
Grifone con le ali di drago (Contea di Östergötland, Svezia)
Grifone di rosso tenente un'ancora (Świnoujście, Polonia)
Grifone d'oro, armato, rostrato e lampassato di rosso (Saint-Brieuc, Francia)
Stemma della Guardia di Finanza
Grifone d'oro

Il grifone è anche il simbolo della città di Genova, Perugia, di Grosseto, di Alessandria, di Montepulciano (SI) e di Narni (TR) e compare sullo stemma della città di Volterra (PI), Arzignano (VI), Imola (Provincia di Bologna)
È il simbolo delle squadre di calcio del Genoa, del F.C. Grosseto e del Perugia Calcio, del Borgo Santa Maria Nuova (uno dei partecipanti al Palio di Asti).
È all'origine dei cognomi Griffo e Grifò, molto diffusi nell'Italia meridionale.

Stemma della Provincia di Genova
Stemma di Perugia
Stemma di Grosseto
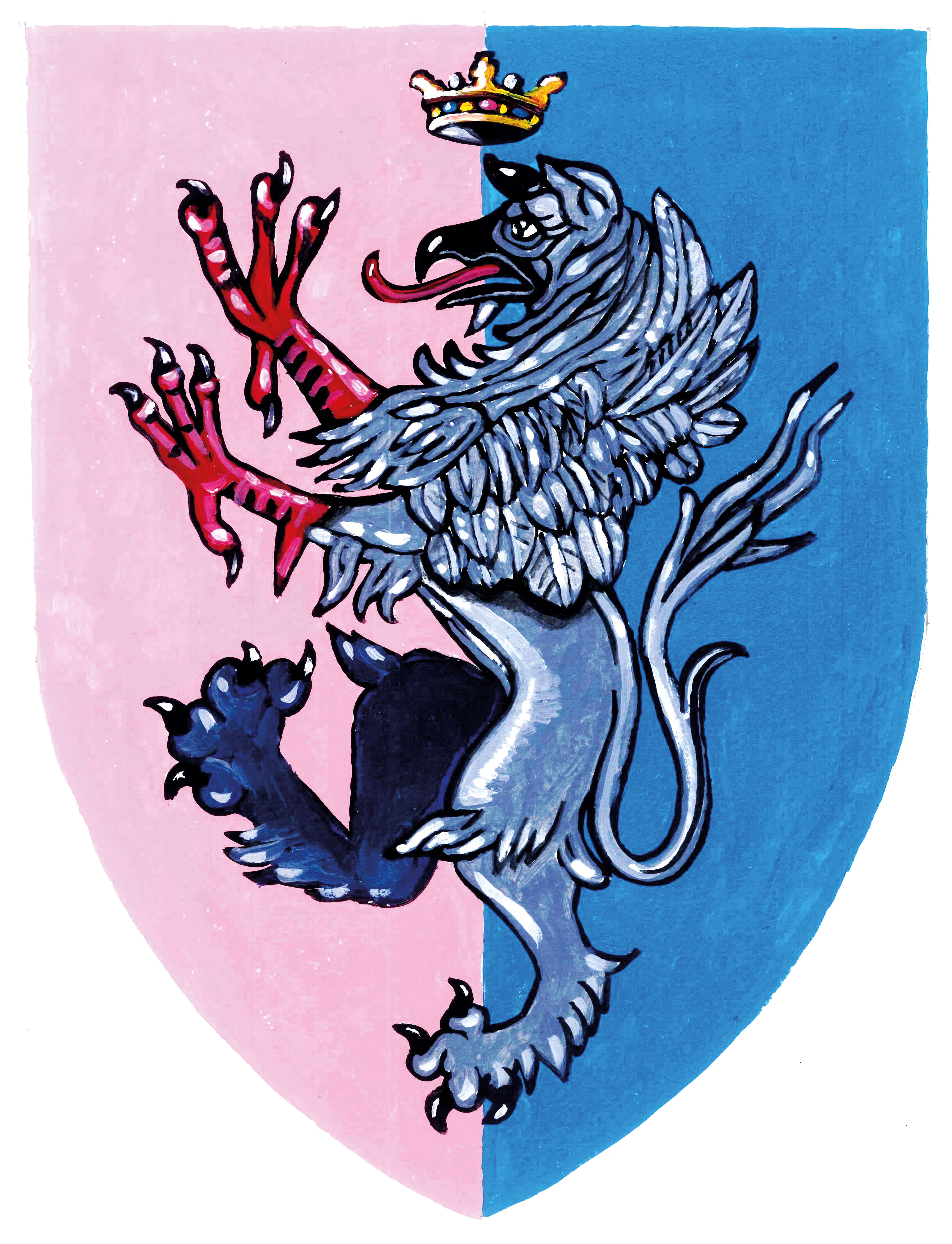
Stemma di Borgo Santa Maria Nuova
Stemma di Alessandria

## Nel blasone inglese
L'araldica inglese contempla anche un grifone maschio (male griffin o male gryphon), senza ali, dotato di sesso, con il dorso e le ginocchia irti di aculei.
Il grifone alato rappresentato con zampe anteriori leonine e una corta coda, è distinto come opinicus o epimacus.

Grifone maschio come supporto (stemma di Anna Bolena)
Un grifone maschio come sostegno dello scudo del borgo metropolitano di Tameside, Grande Manchester, Inghilterra
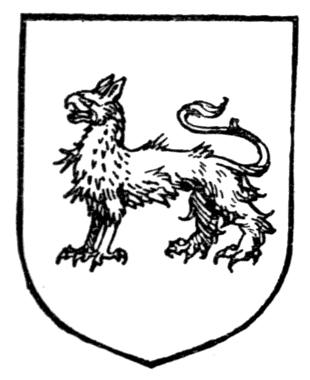
Grifone maschio nell'araldica inglese
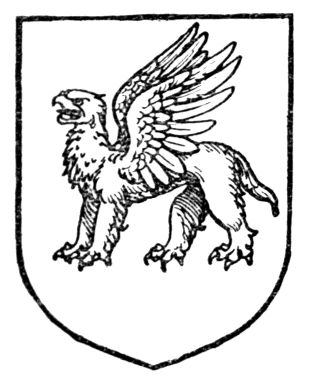
Opinicus